# La Symphonie Pastorale
La Symphonie pastorale es el nombre de una película francesa de 1946 dirigida por Jean Delannoy y protagonizada por Michèle Morgan y Pierre Blanchar.

## Sinopsis
Una muchacha ciega y huérfana es adoptada por un pastor. Con el paso del tiempo, el cariño paternal que le ofrece el pastor se convertirá, a los ojos de la joven, en amor, aunque el hombre ya está casado.